# Vale de Salgueiro
Vale de Salgueiro es una freguesia portuguesa del concelho de Mirandela, con 15,20 km² de superficie y 422 habitantes (2001). Su densidad de población es de 27,8 hab/km².